# Klein Fiescherhorn
Il Klein Fiescherhorn (3.895 m s.l.m - detto anche Ochs Fiescherhorn) è una montagna delle Alpi Bernesi che si trova a poca distanza dal più importante Gross Fiescherhorn.

## Caratteristiche
La cima della montagna si trova a circa 1 km ad est di quella del Gross Fiescherhorn. Entrambe le montagne si trovano sul confine tra il Canton Berna ed il Canton Vallese.

## Ascensione alla vetta
La prima ascensione alla vetta avvenne nel 1864 ad opera di Edmund von Fellenberg con Peter Inäbit, Ulrich Kaufmann e Peter Kaufmann.